# عبدالمجید معادیخواه
عبدالمجید معادیخواه (زادهٔ ۱۳۲۶ در قم) روحانی شیعه و سیاست‌مدار ایرانی است. وی پس از انقلاب ۱۳۵۷، به عنوان قاضی شرع دادگاه انقلاب و وزیر فرهنگ و ارشاد اسلامی فعالیت کرده‌است. او همچنین نخستین کسی بود که ده روز پس از ورود روح‌الله خمینی به ایران تا روز ۲۲ بهمن را دههٔ فجر نامید.

## زندگی
او در نوجوانی به تحصیل علوم دینی (طلبگی) پرداخت و پس از گذراندن مقدمات عربی، ادبیات، فقه و اصول نزد استادان به نام آن زمان، تا مرز نیل به درجه اجتهاد پیش رفت. در سالهای نخست پس از انقلاب قاضی شرع دادگاه انقلاب و بعدها وزیر فرهنگ و ارشاد اسلامی در دولت اول میرحسین موسوی بوده‌است. وی مسئول هماهنگی تبلیغات خارج از کشور نیز بوده‌است.
وی در جریان مبارزات علیه رژیم پهلوی و سلطنت محمد رضا شاه پهلوی از سال ۱۳۴۶ تا زمان پیروزی انقلاب دو بار بازداشت، دو بار تبعید به گنبدکاووس، سیرجان و جیرفت و سه سال و چند ماه زندان‌های قصر، اوین و قزل‌قلعه را تجربه کرد.
وی همچنین مؤلف کتب و آثار مکتوبی نیز می‌باشد و در روزنامه‌هایی به نوشتن تحلیل می‌پردازد. بیشتر آثار او به وسیله نشر ذره چاپ و منتشر شده‌است. نشر ذره، موسسه‌ای انتشاراتی متعلق به پسر وی، حسن معادیخواه است.
در شهریور سال ۱۳۵۸ با حکم سید روح‌الله خمینی مأمور بررسی وضعیت کردستان می‌شود. وی در سال ۱۳۵۹ ریاست سه جلسه از دادگاه‌های انقلاب را در پرونده محاکمه محمدتقی شهرام از رهبران سازمان پیکار به عهده داشت.
پیش از برگزاری چهارمین جلسه دادرسی او اعلام کرد که به‌دلیل رسمیت یافتن مجلس شورای اسلامی و این‌که نماینده مجلس شده‌است و طبق قانون اساسی دخالت قوه مقننه در کار قوه قضائیه ممنوع است از ریاست دادگاه ویژه استعفا می‌دهد. به‌دنبال استعفای معادیخواه، آخرین جلسه دادگاه ویژه رسیدگی به اتهامات تقی شهرام، به ریاست حجت‌الاسلام مبشری برگزار شد.

## کتب تألیفی و مسئولیت‌های فرهنگی
- خط و فرهنگ حکومت اسلامی (شرح و تفسیری بر فرمان علی به مالک اشتر).
- خط و فرهنگ رژیم‌های استکباری (شرح و تفسیری بر خطبه قاصعه).
- ترجمه فارسی نهج‌البلاغه با نام خورشید بی‌غروب نهج‌البلاغه.
- فرهنگ آفتاب (ده جلد)
- فروغ بی‌پایان.
- شکوه تنهایی در سکوت ربذه (زندگی‌نامه ابوذر غفاری).
- مجموعه تاریخ اسلام؛ عرصه دگراندیشی و گفتگو.
- پایه‌گذاری بانک اطلاعات تاریخ معاصر ایران.
- مسئولیت فصلنامه یاد که از سال ۱۳۶۲ تا به امروز منتشر می‌شود.

## سوابق اجرایی
- نمایندگی مردم تهران در نخستین مجلس شورای سلامی
- وزارت فرهنگ و ارشاد اسلامی در کابینه باهنر، مهدوی کنی و موسوی
- مسئولیت بنیاد تاریخ انقلاب اسلامی ایران پس از وزارت تا امروز
- صدور حکم اعدام برای تقی شهرام

## دیدگاه دربارهٔانقلاب فرهنگی ایران
عبدالمجید معادیخواه، وزیر فرهنگ و ارشاد اسلامی جمهوری اسلامی ایران در دورهٔ دولت اول میرحسین موسوی (در سال‌های ۱۳۶۱–۱۳۶۰)، آنچه انقلاب فرهنگی خوانده می‌شود را شایستهٔ این عنوان نمی‌داند و از انقلاب فرهنگی با عنوان «از سر راه برداشتن یک مزاحم» یاد می‌کند. وی در مصاحبه‌ای در این باره گفته: «اینکه چرا عنوان انقلاب فرهنگی مطرح شد و چه کسی آن را مطرح کرد من نمی‌دانم، چون این کار انقلاب فرهنگی نیست ما می‌توانستیم انقلاب فرهنگی داشته باشیم اما انقلاب فرهنگی ما با انقلاب فرهنگی چین خیلی فرق می‌کند. ما اگر می‌خواستیم انقلاب فرهنگی کنیم فرضاً باید ارزش‌هایی مثل «لا طاعة لمخلوق فی معصیة الخالق؛ اطاعت مخلوق در معصیت خالق روا نیست» را بتوانیم نهادینه کنیم. این منطق انقلاب اسلامی و اسلام است که هیچ‌کس حق ندارد دستوری بدهد که با دستور خداوند منافات داشته باشد یعنی هیچ زمینه‌ای برای دیکتاتوری در جامعهٔ ما نباشد، اگر این کار را می‌کردیم آن وقت انقلاب فرهنگی داشتیم.» او همچنین در همان مصاحبه می‌گوید: «اینکه مزاحم و مانعی را از سر راه برداریم اسمش انقلاب فرهنگی نیست اینکه با زور یک عده‌ای را که با روش کلی جامعه و مردم هماهنگ نیستند کنار بزنند که اسمش فرهنگ نیست. آن موقع من هم در همین اردوگاهی که گفتمان انقلاب فرهنگی در آن شکل گرفت بودم و راضی هم بودیم، همکاری هم کردیم و بخشی از آن گفتمان هم بحث تعهد و تخصص بود اما فرصتی نبود که مثلاً بپرسیم این شعار از کجا آمد و چه کسی آن را بر سر زبان‌ها انداخت، الان هم نمی‌دانیم؟ ولی در هر صورت آن چیزی که به عنوان انقلاب فرهنگی شکل گرفت‌آمیزه‌ای است از واقعیت‌های انقلاب و کاستی‌هایی که به دلیل شرایط خاص در آن بوده و این شرایط به کارهایی که در مجموع زیان‌بار بود مشروعیت داد و همه پیامدهایش ستایش‌برانگیز نیست.» معادیخواه دانشگاه‌ها در آستانهٔ انقلاب فرهنگی را «سنگری برای مجموعه‌هایی که نمی‌خواستند با حرکت مردمی انقلاب همسو شوند» می‌خواند و از مقابله با آنان دفاع می‌کند، اما در عین حال پیامدهایی منفی نظیر سوءاستفاده از انقلاب فرهنگی و فرصت‌طلبی برای رقابت‌های شخصی و تسویه حساب‌های فردی برای کنار زدن رقیب در جریان انقلاب فرهنگی را نیز مطرح کرده و می‌پذیرد. معادیخواه قائل به شباهت بین نوع ادبیات اصطلاح «انقلاب فرهنگی» و ادبیات اصطلاحی مارکسیسم است. او دربارهٔ این شباهت می‌گوید: «حالا این دیوار [بین جامعهٔ انقلابی خارج از دانشگاه و جریان‌های مخالف درون دانشگاه‌ها] باید به گونه‌ای فرو می‌ریخت و نمی‌شد تا آخر ملاحظه‌کاری کرد و در این بین یک عده‌ای شعار انقلاب فرهنگی را به دهان‌ها انداختند که من نمی‌دانم چه کسانی بودند اما به ادبیات حزب توده شبیه است چون عملاً گفتمان مارکسیستی است. واقعیت این است که موج مارکسیستی موج قوی در جهان بود و ما هم تا حدی گفتمان مارکسیستی را قبول کرده بودیم؛ اصطلاح‌های آن‌ها را به کار می‌بردیم. بدون اینکه دقت کنیم که این چه هست و برداشتی از آن داشتیم متفاوت با آنچه که در گفتمان خودش هست.»

## نامگذاری دههٔ فجر
در نخستین و دومین سالگرد پیروزی انقلاب ۱۳۵۷، مسئولان برگزارکنندهٔ جشن‌های پیروزی انقلاب برای توصیف این روزها از اصطلاح «هفته جشن‌های سالگرد انقلاب» استفاده می‌کردند و مدت برگزاری مراسم را نیز هفت روز تعیین می‌کردند، اما از سال ۱۳۶۰ عبدالمجید معادیخواه که در آن زمان به سمت وزارت فرهنگ و ارشاد اسلامی رسیده بود، به شورای هماهنگی تبلیغات اسلامی پیشنهاد کرد که با الهام از آیات آغازین سورهٔ فجر در قرآن یعنی «والفجر و لیال عشر»، تعداد روزهای برگزاری مراسم سالگرد انقلاب به ده روز افزایش پیدا کرده و از روز ورود روح‌الله خمینی به ایران در روز ۱۲ بهمن تا روز ۲۲ بهمن ۱۳۵۷ محاسبه گردد. این در حالی بود که آیهٔ مزبور در سورهٔ فجر به ماجرای دیگری اشاره دارد و تعداد روزهای بین ۱۲ تا ۲۲ بهمن ۱۳۵۷ نیز درواقع ۱۱ روز است.